# Muang Sema
Muang Sema est un ensemble de bâtiments khmers situé dans le district de Sung Noen, Province de Nakhon Ratchasima, en Thaïlande. 
On estime que la ville a été fondée au VIIe ou VIIIe siècle, à l'époque Dvaravati, puis a fait partie de l'Empire khmer du Xe au XIIIe siècle.
C'était un ensemble de 3 kilomètres sur 4, incluant une ville de forme ovale de 1400 mètres sur 2000, entourée d'un mur de latérite. De nombreux vestiges ont été trouvés lors des fouilles, dont un Bouddha allongé de l'époque Dvaravati, conservé de nos jours dans l'enceinte du Wat Dhammachaksemaram. 

## Photographies

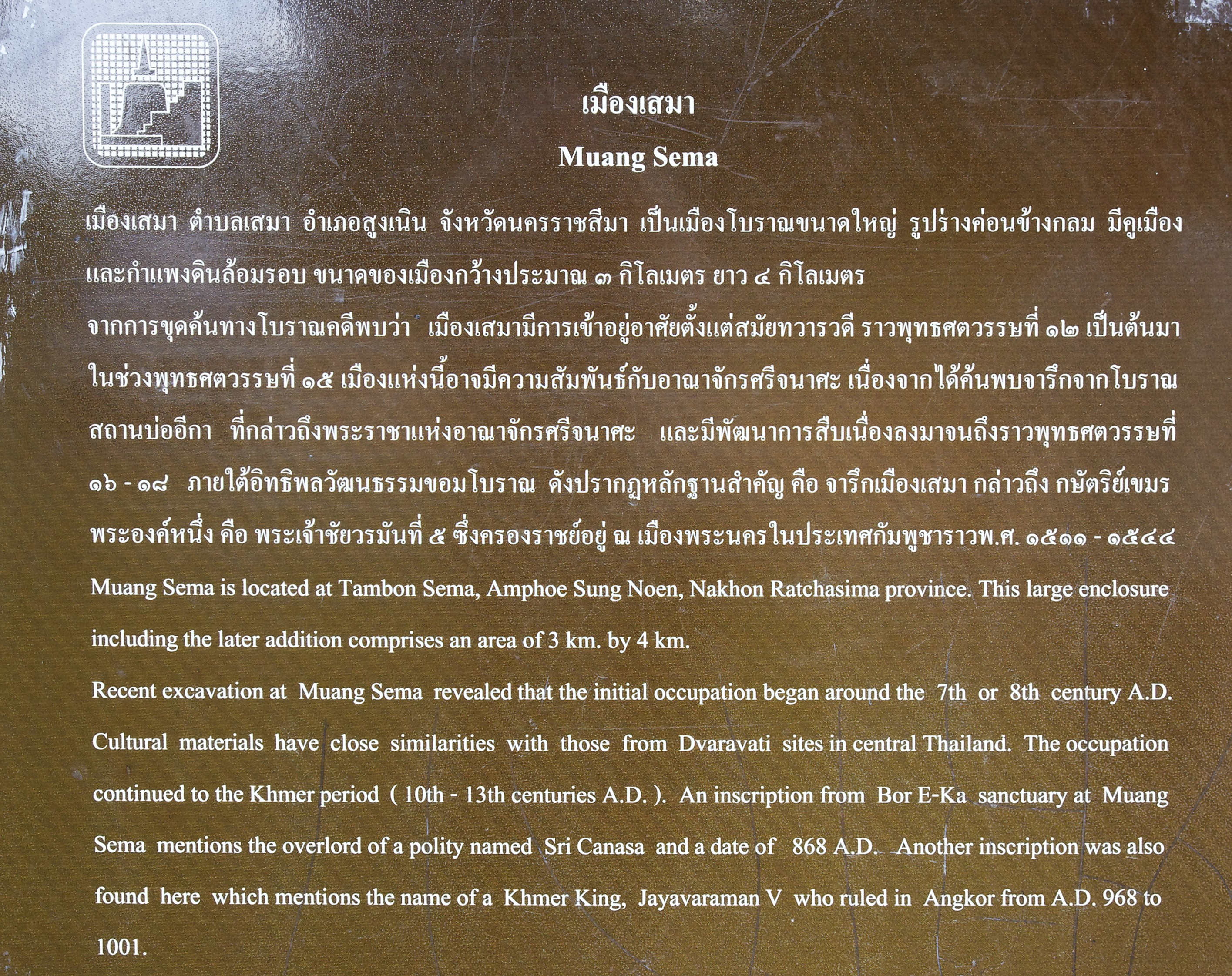
Panneau descriptif de la cité de Muang Sema en langue siamoise et anglaise

Quelques vues du site. L'état des bâtiments ne permet pas leur identification
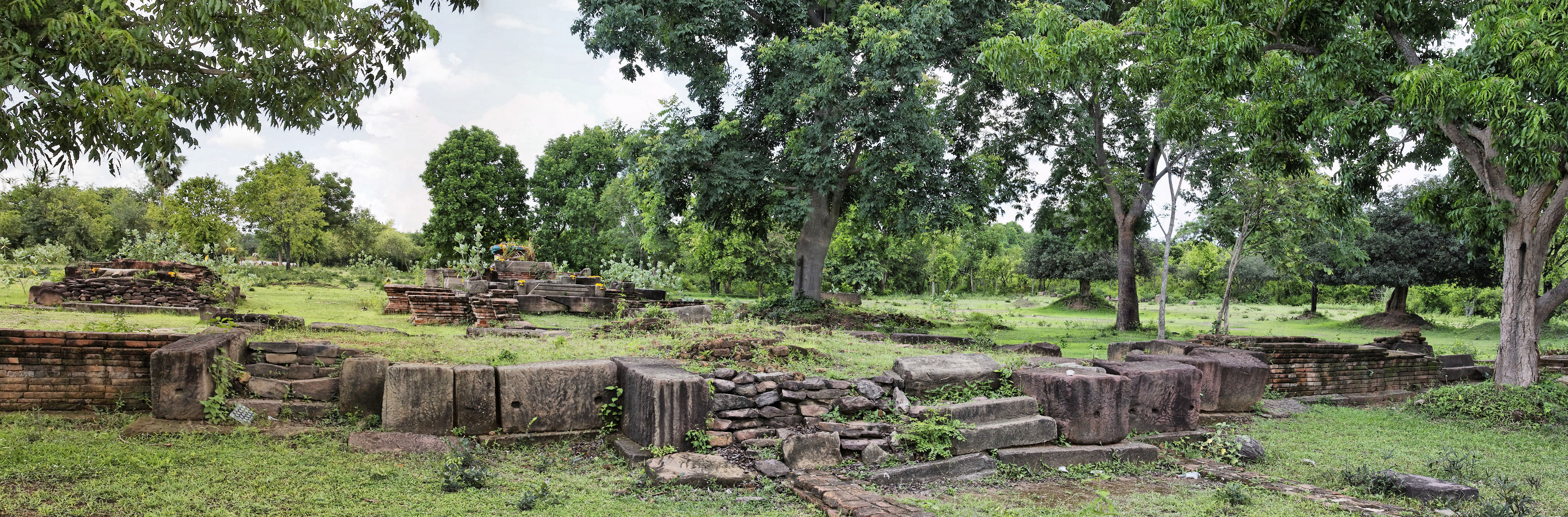
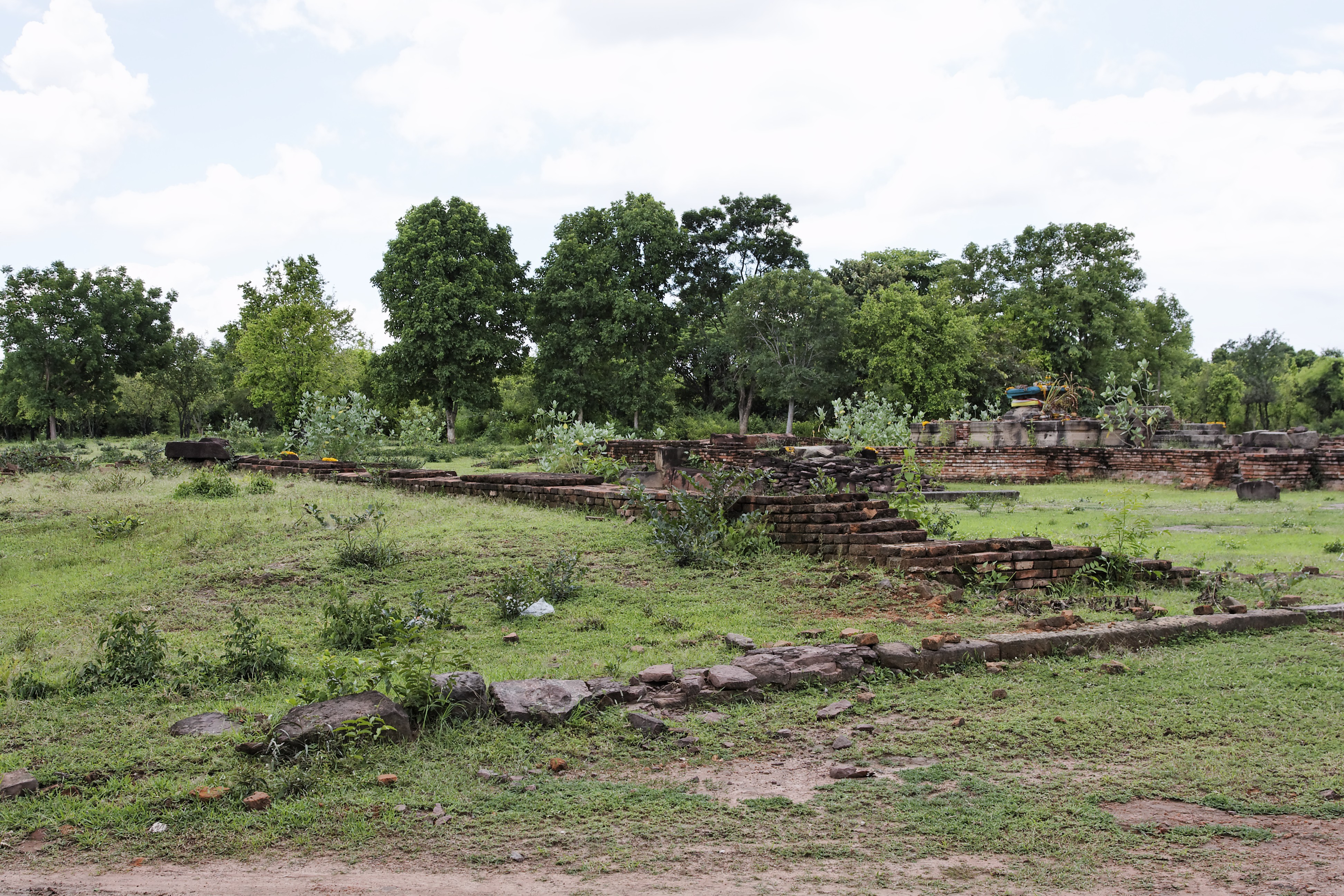
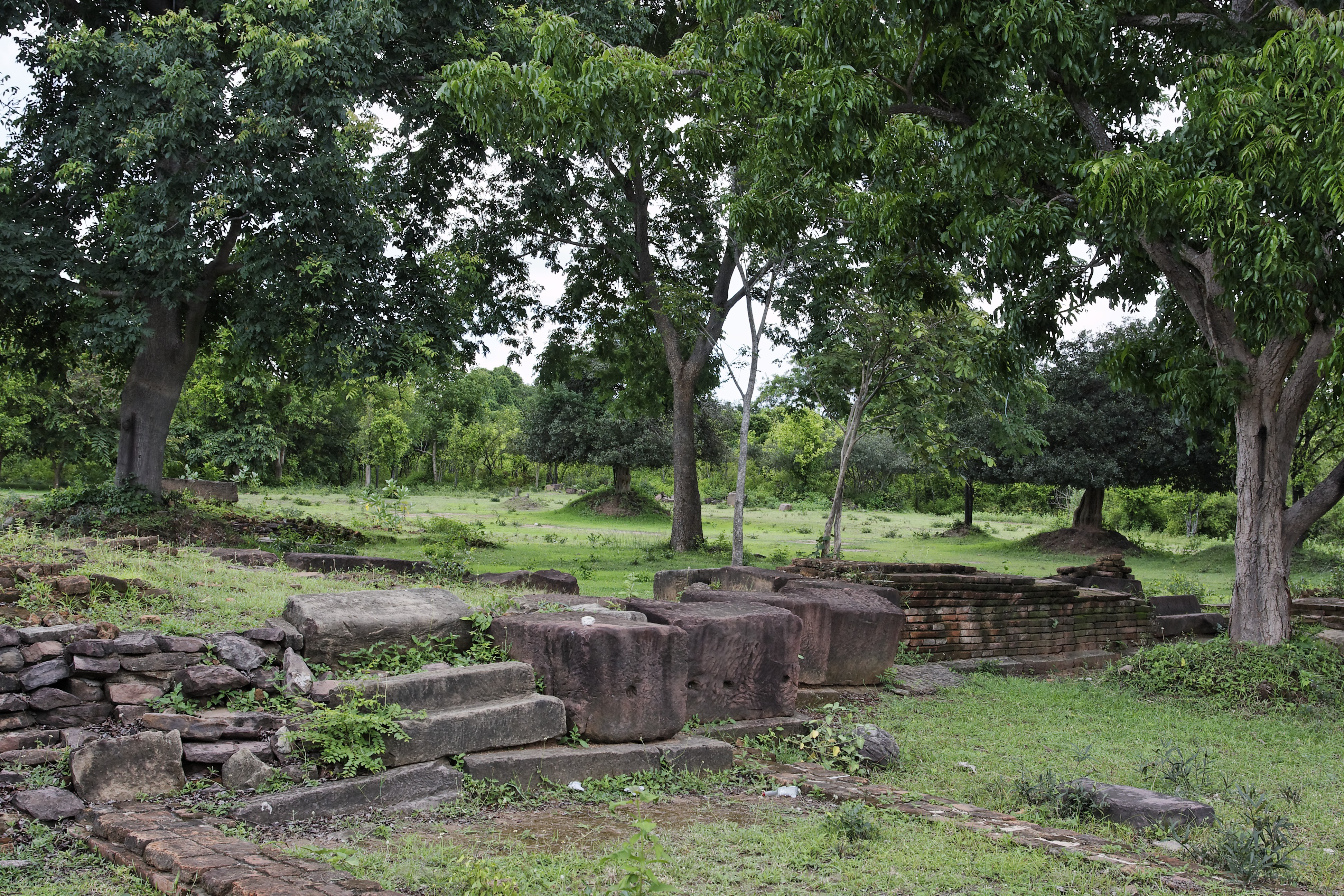
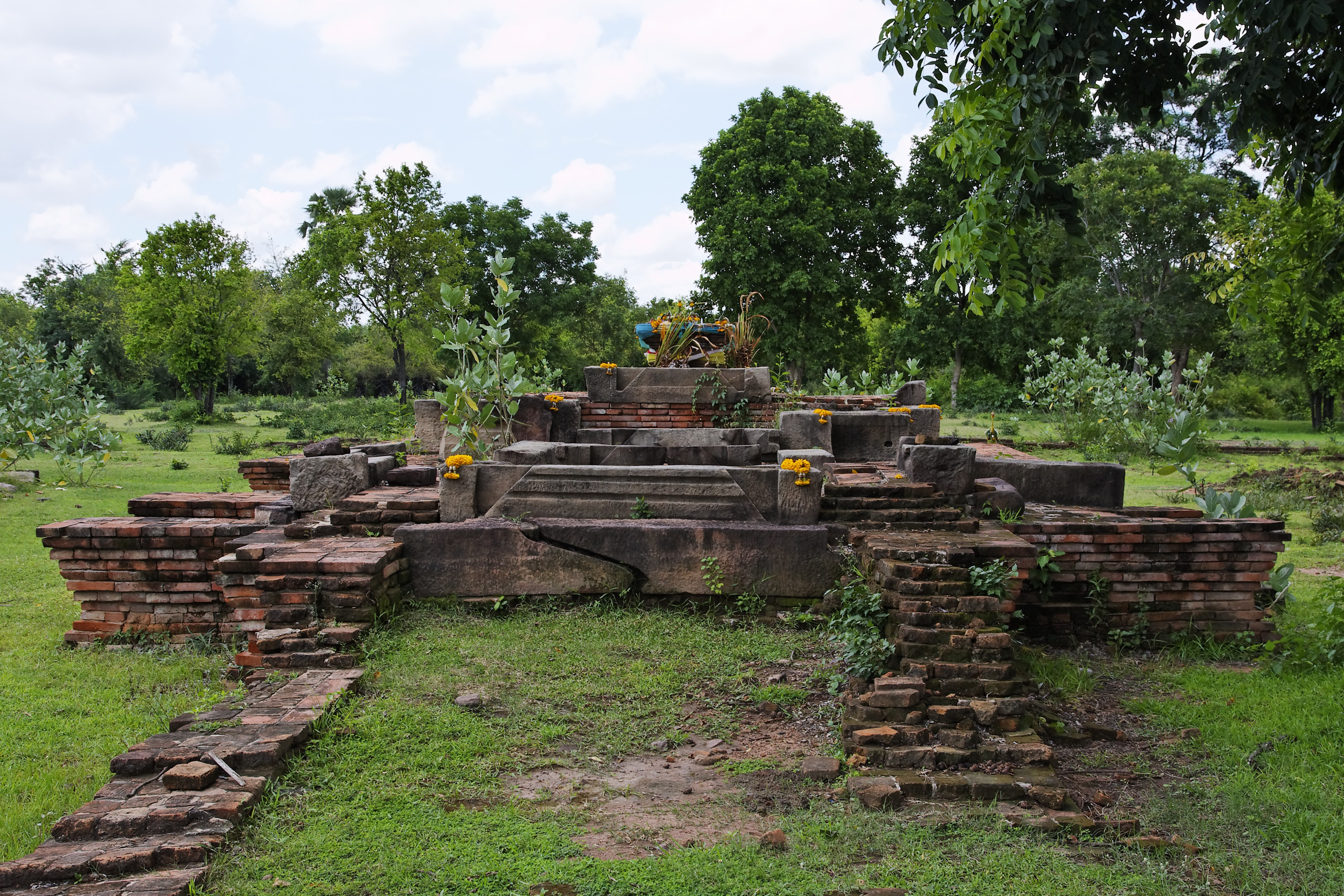
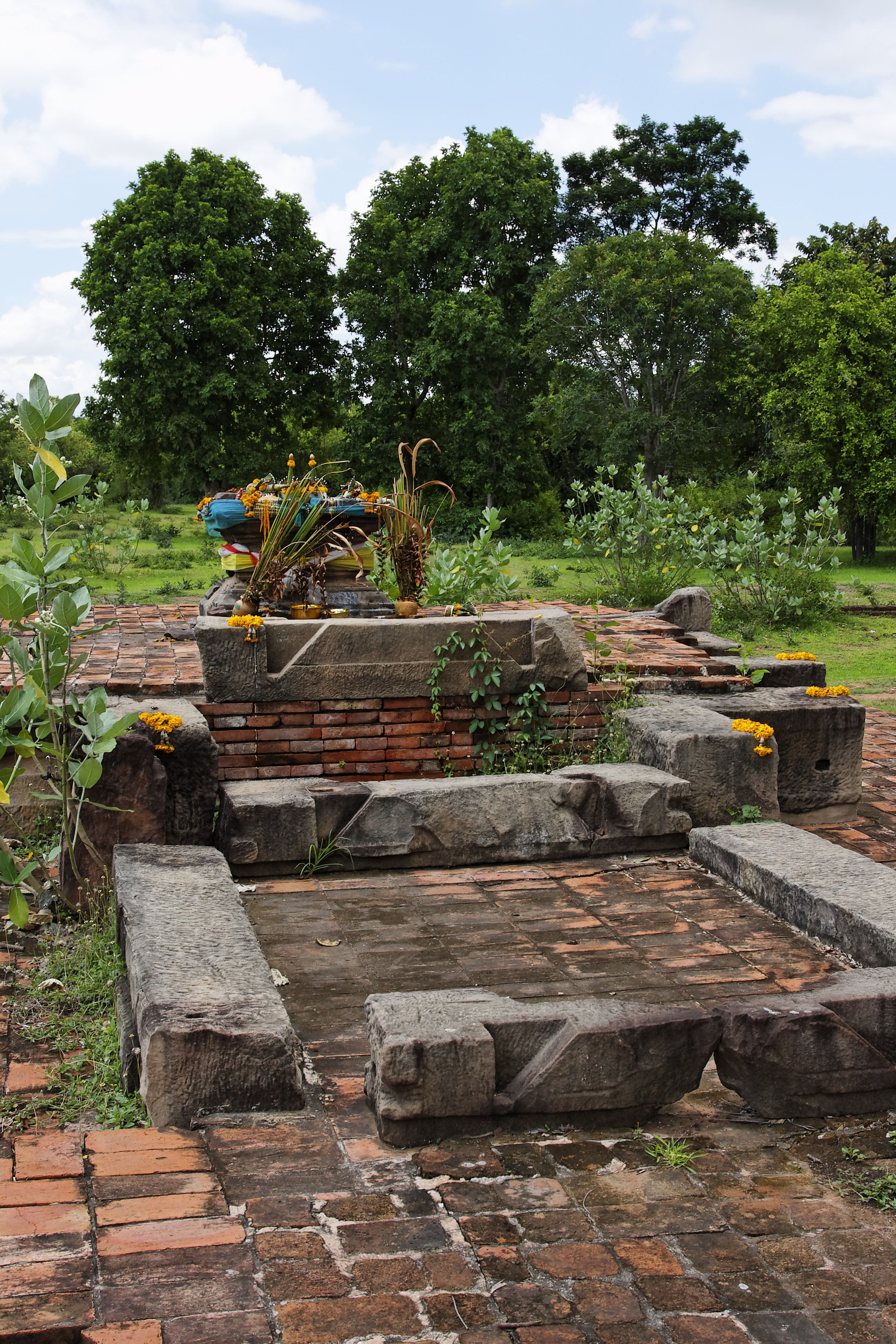

## Sources
- Michael Freeman, A guide to Khmer temples in Thailand & Laos, Rivers Books, 1996  (ISBN 974-8900-76-2)
- Michael Freeman, Palaces of the Gods: Khmer Art & Architecture in Thailand, River Books, 2001  (ISBN 974-8303-19-5)
- Yoshiaki Ishizawa, Along The Royal Roads To Angkor, Weatherhill, 1999  (ISBN 083-4804-72-7)
- Claude Jacques and Philippe Lafond, The Khmer Empire, River Books, 2007  (ISBN 974-9863-30-5)
- Vittorio Roveda, Images of the gods: khmer mythology in Cambodia, Thailand and Laos, River Books, 2005  (ISBN 974-9863-03-8)
- Betty Gosling, Origins of thai art, River Books, 2004  (ISBN 0-8348-0541-3)
- Carte animée de l'empire khmer de 100 à 1500 AD